# 奥雷尔桑
奥雷利安·科唐坦（法語：Aurélien Cotentin，發音：[ɔʁeljɛ̃ kɔtɑ̃tɛ̃]；1982年8月1日—），艺名奥雷尔桑（法語：Orelsan，發音：[ɔʁɛlsan]；有时风格化为），法国饶舌歌手、词曲作家、唱片制作人、演员和导演。他也是法国嘻哈二人组Casseurs Flowters的成员，该组合于2000年代初由奥雷尔桑与其好友格兰日共同组建。
奥雷尔桑的艺术风格和饶舌技巧使其在职业生涯早期常被拿来与美国饶舌传奇Eminem相比较，主要是因为二人都是知名白人饶舌歌手，且都以饶舌风格能在暴力和喜剧之间切换或结合而闻名。奥雷尔桑被公认为是其世代最具代表性、最重要的法国词曲作家及填词人之一。其独特风格在于将幽默与讽刺融入沉重的话题，成功地吸引了跨世代的听众及铁杆饶舌粉丝以外的群体。
奥雷尔桑的第三张专辑《派对结束》在法国销量超过一百万，获得双钻石认证。其最新专辑《文明》在2021年和2022年连续两年成为法国销量最高的音乐专辑。
2022年，奥雷尔桑被法国文化部授予艺术与文学骑士勋章，以表彰他在艺术领域的创造力以及对法国乃至世界艺术的影响。